# サウソールド駅
サウソールド駅（英: Southold）とはロングアイランド鉄道の本線（グリーンポート支線）の駅である。ニューヨーク州サウソールドのニューヨーク州道25号線（メイン・ロード）の北、ヤングス・アベニューとトラベラー・ストリートの交差点にあり、またニューヨーク州道25号線の北にある最後のLIRRの駅である。
この駅は当初1845年6月14日に建設され、その後1870年1月に再建された。その駅は1958年に再度閉鎖され、その後1962年6月に全焼した。ペコニック駅が1970年のいつかに閉鎖された時、サウソールド駅は最寄りの代替駅となった。高床のプラットホームが1990年代の間に追加された。

## 駅構造
|   | ■                   | 営業なし（側線）                    |  |
| 1 | ■グリーンポート支線 | ロンコンコマ方面 （マッティタック） |  |
| 1 | ■グリーンポート支線 | グリーンポート方面 （終点）         |  |

この駅は高床の単式ホームを線路の南側に1面有し、有効長は1両半である。本線はこの場所では2線であり、1つは側線である。